# Unterseeboot 567
Le Unterseeboot 567 (U-567) était un U-boot type VII C utilisé par la Kriegsmarine la Seconde Guerre mondiale.
Il a été coulé avec ses 47 hommes d'équipage le 21 décembre 1941 dans l'Atlantique nord au nord-est des Açores à la position géographique de 44° 02′ N, 20° 10′ O, par des charges de profondeur larguées depuis le sloop-de-guerre HMS Deptford, après avoir attaqué le convoi HG 76 (en), composé de 32 navires cargos et escorté par 5 destroyers, 7 corvettes et 1 porte-avions.

## Affectations successives
- 3. Unterseebootsflottille du 24 avril 1941 au 1er août 1941
- 7. Unterseebootsflottille du 1er novembre 1941 au 21 décembre 1941

## Commandement
- Kapitänleutnant Theodor Fahr du 24 avril 1941 au 14 octobre 1941
- Kapitänleutnant Engelbert Endrass du 15 octobre 1941 au 21 décembre 1941.

## Navires coulés
| Navires coulés par le U-567 |                 |             |         |
| Date                        | Navire          | pavillon    | Tonnage |
| 3 septembre 1941            | Fort Richepanse | Royaume-Uni | 3 485 t |
| 21 décembre 1941            | Annavore        | Norvège     | 3 324 t |